# Lotta sulla spiaggia ai II Giochi del Mediterraneo sulla spiaggia
I tornei di lotta sulla spiaggia ai II Giochi del Mediterraneo sulla spiaggia si sono svolti dal 30 al 31 agosto 2019 a Patrasso, in Grecia.
Sono state attribuite medaglie in 4 categorie di peso maschili (fino a 70 kg., fino a 80 kg., fino a 90 kg. e oltre 90 kg.) e 2 femminili (fino a 70 kg. e oltre 70 kg.).

## Podi

### Uomini
| Evento       | Oro                        | Argento               | Bronzo                    |
| fino a 70 kg | Quentin Sticker            | Fotios Papadakis      | Niko Arouzmanidis         |
| fino a 80 kg | Kyrillos Binenmpaoum       | Georgios Koulouchidis | Mohamed Feda Aldin Alasta |
| fino a 90 kg | Pedro Jacinto García Pérez | Grigorios Kriaridis   | Carmelo Lumia             |
| oltre 90 kg  | Paris Karepi               | Omar Sarem            | Guglielmo Cecca           |

### Donne
| Evento       | Oro                        | Argento           | Bronzo                   |
| fino a 70 kg | Sara Da Col                | Zoi Chatsatourova | Agoro Papavasileiou      |
| oltre 70 kg  | Aikaterini Eirini Pitsiava | Enrica Rinaldi    | Parthena-Nena Lykopoulou |

## Medagliere
| Pos.   | Paese   | Oro | Argento | Bronzo | Tot |
| ------ | ------- | --- | ------- | ------ | --- |
| 1      | Grecia  | 2   | 4       | 3      | 9   |
| 2      | Italia  | 1   | 1       | 2      | 4   |
| 3      | Albania | 1   | 0       | 0      | 1   |
| 3      | Francia | 1   | 0       | 0      | 1   |
| 3      | Spagna  | 1   | 0       | 0      | 1   |
| 6      | Siria   | 0   | 1       | 1      | 2   |
| Totale | Totale  | 6   | 6       | 6      | 18  |